# 真板潔
真板 潔（まいた きよし、1959年12月17日 - ）は、神奈川県出身のプロゴルファー。

## 来歴
中学時代はバレーボールの名セッターとして県下では有名な存在であったが、横浜商科大学付属高校に進んでからはゴルフに取り組み、練習場でアルバイトをしながら練習を続ける。
卒業後は中津川カントリークラブに入社して研修生となり、ショートゲームには定評があったが、プロテストは7回目の1985年春に合格。
1987年にかながわオープンで初優勝を果たし、水戸グリーンオープンでは安達典夫・土山録志と共に合田洋の2位タイに入る。
1988年の全日空オープンでは東聡・磯村芳幸と並んでの9位タイに入り、1989年にはミズノオープンで板井榮一・横山明仁と並んでの9位タイ、マルマンオープンではロジャー・マッカイ（オーストラリア）、横島由一・羽川豊・中嶋常幸・芹澤信雄と並んでの9位タイに入り、千葉オープンにも勝ったが、シードには届かなかった。
1990年には静岡オープンで藤木三郎と並んでの3位タイ、ポカリスエットオープンで泉川ピート・鈴木弘一・上野忠美と並んでの3位タイ、サントリーオープンではラリー・ネルソン（アメリカ）と並んでの4位タイ、大京オープンでは藤木・福沢孝秋・上出裕也・入野太と並んでの9位タイでランク52位とし、初のシードを獲得。以来、2006年まで通算15年賞金シードを重ねる。
1991年はブリヂストン阿蘇で野口裕樹夫、デビッド・イシイ（アメリカ）と並んでの6位タイ、ペプシ宇部で渡辺司らと並んでの8位タイ、三菱ギャラン9位、関東オープンでは湯原信光と並んでの3位タイに入る。
1992年はブリヂストン阿蘇で尾崎健夫らと並んでの4位タイ、NST新潟オープンでは中嶋の3位、1993年はダイワKBCオーガスタで高橋勝成・尾崎将司と並んでの9位タイに入る。
1994年はユナイテッド航空KSBオープンで中嶋・伊澤利光と並んでの3位タイ、フジサンケイクラシックではトッド・ハミルトン（アメリカ）と並んでの6位タイ、JCBクラシック仙台10位、NST新潟オープンで泉川の2位、アコムインターナショナル9位、久光製薬KBCオーガスタでは高橋・芹澤・イシイ、スコット・シンプソン（アメリカ）と並んでの9位タイに入る。
1995年はつるやオープンで桑原克典・井戸木鴻樹・マッカイ・水巻善典と並んでの2位タイ、三菱ギャランではウェイン・スミス（オーストラリア）と並んでの4位タイ、札幌とうきゅうオープンでは小達敏昭・倉本昌弘・イシイ・渡辺と並んでの6位タイ、ヨネックスオープン広島では吉野展弘と並んでの4位タイ、サンコーグランドサマーでは川岸良兼・田中秀道と並んでの7位タイ、東海クラシックでは桑原・板井と並んでの7位タイ、カシオワールドオープンでは湯原と並んでの6位タイに入った。
1996年は札幌とうきゅうオープン8位タイ・全日空オープン3位タイ・東海クラシック5位・Philip Morris Championship5位タイ、1997年は日経カップ 中村寅吉メモリアル3位タイ・サンコーグランドサマー6位・ジュンクラシック8位タイ・ブリヂストンオープン10位タイ、1998年はつるやオープン4位タイ、1999年はサントリーオープン10位タイ・ファンケル沖縄オープン6位タイに入った。
2000年は静岡オープン5位・JCBクラシック仙台3位タイ・ミズノオープン7位タイ・アイフルカップ9位タイ・久光製薬KBCオーガスタ3位を経て、サントリーオープンでは初日66で首位発進し、最終日は今野康晴・谷口徹らの追い上げをかわして、念願のツアー優勝を挙げた。中でもパーオンしなかったホールをパー以上で上がるリカバリー率が高く、年季を積んだ確かなテクニックを見せつけた。
2001年は久光製薬KBCオーガスタ6位タイ・全日空オープン7位、東海クラシック・Phlip Morris K.K Championship6位に入った。
2002年はマンシングウェアオープンKSBカップで5位タイに入るも、NST新潟オープン出場中に左足首靭帯断裂の大怪我を負って以降は思うようなゴルフができなくなる。
2003年はダイヤモンドカップトーナメント5位タイ、よみうりオープン・ANAオープン4位タイ、2004年はフジサンケイクラシック4位・東海クラシック3位、2005年はよみうりオープン7位タイ・セガサミーカップゴルフトーナメント2位・東海クラシック3位タイ、2006年はミズノオープン4位・日本ゴルフツアー選手権6位タイ・ウッドワンオープン広島6位・ANAオープン2位タイ・東海クラシック9位・ブリヂストンオープン2位に入った。
2008年からシード権を失いQTも失敗続きで、チャレンジツアーに参戦するも結果を出すことはできなかった。
私生活でも長年独身を通してきたが2006年に結婚し、後には3人の娘の父にもなるが、人付き合いが苦手でスポンサーもなく、フリーの立場でツアーを戦ってきたため、収入は激減。
2009年から相模原市の練習場でアマチュアにレッスンをして生計を立て始め、2010年からはシニアに参戦。
シニア入り直前まで予選会を受けてレギュラーツアーに挑戦し続け、2007年にはフル参戦するなど常に意欲的であったが、年齢と共にショートゲームの感覚が鈍るなど武器であったグリーン周りで苦戦。
シニア挑戦3戦目のフィランスロピーでは、最終日に15番から6m、4m、2mを次々と沈める3連続バーディを奪って後続を振り切った。奥田靖己・崔光洙（韓国）との混戦を鮮やかに抜け出して、見事シニアツアー初優勝と3年間のシード権を獲得したが、ツアー初優勝して以来10年ぶりに味わう優勝の美酒となった。
2011年はツアー前半戦から腰痛に泣かされ思うようなプレーができず、日本プロシニアでは初日、首位と1打差の66で回り好発進したものの2日目の15番で棄権してしまった。それでも後半戦の日本シニアオープンで5位タイ、最終戦の富士フイルムシニア7位と健闘し、賞金ランク21位に入った。
2012年も腰痛を抱えながらの戦いで開幕戦のスターツ5位で発進したが、好不調の波が激しく、最終戦を前にした日本シニアオープン9位で息をつき、賞金ランクは前年と同じ21位でシード権を確保ランク。
2013年は開幕の金秀シニア10位タイと好スタートを切り、ISPSハンダ五月晴れ2位、KYORAKU4位タイ、ISPSハンダ・フィランスロピー9位タイとトップ10を続け、9月のコマツオープンでは3日間60台をマークして通算12アンダーを記録。高見和宏・奥田を1打差で振り切って3年ぶりの2勝目を挙げ、最終18番（パー5）で3Wで2オンし、2mのイーグルパットを決めての快勝であった。
2015年は賞金ランク20位と中堅選手として存在感を見せ、2016年には3勝を挙げる。
2017年のノジマチャンピオンカップでは首位に6打差の20位から出たが、最終日に7バーディー、ボギー無しの65の猛チャージで追い上げ、通算8アンダーで並んだ井戸木鴻樹とのプレーオフ1ホール目に会心のバーディーで制して大逆転し、シニア6勝目を挙げた。
「2日間大会の帝王」「短期決戦の鬼」とも呼ばれたが、2017年のファンケルクラシックのプレーオフで敗れてから歯車が狂いだし、2020年と2021年は賞金ランクで30位以内に入れずシードを逃す。
コロナ禍でジムなどに通えなくなったのも追い打ちとなったが、2021年秋には「やらないと駄目だ」と一念発起し、自転車で坂や山道などを中心に週3回ほど走破するようになる。多い時は1日50kmに及び、体力や筋力アップだけでなく、膝の動きがスムーズになった。
2022年のすまいーだカップでは首位に2打差の3位から出ると、最終日には3バーディー、ボギー無しの69で回り、通算11アンダーで逆転優勝を果たした。

## 主な優勝
レギュラー
- 1987年 - かながわオープン
- 1989年 - 千葉オープン
- 2000年 - サントリーオープン
- 2009年 - 長野オープン[75]
- 2011年 - 長野オープン[75]

シニア
- 2010年 - PGAフィランスロピーシニア
- 2013年 - コマツオープン
- 2016年 - 那須霞ヶ城シニア、スポーツ振興広島シニア、KBCシニア
- 2017年 - ノジマチャンピオンカップ箱根シニア
- 2022年 - すまいーだカップシニア